# Radio Dublino
Radio Dublino è un programma radiofonico italiano, in onda su Near fm 90.3 dal 2013 fondato e prodotto da Maurizio Pittau.

## La trasmissione
Radio Dublino è un programma radio in italiano trasmesso da Dublino. Il programma va in onda dal 2013 in diretta sulle modulazioni di frequenza 90.3 fm a Dublino e online in livestreaming. 
Radio Dublino è un programma indipendente, inclusivo, plurale e senza fini di lucro. Radio Dublino in quanto programma radiofonico gestito da italiani residenti in Irlanda si propone di dare una propria visione dell’Italia e dell’Irlanda vista da Italiani espatriati. Nel programma si parla degli Italiani trasferiti a Dublino, di Italiani che vorrebbero trasferirsi all’estero e di Dublinesi interessati all’Italia in tutti i suoi aspetti. 
La mission del programma è quella di: creare opportunità di condivisione, creatività e divulgazione; promuovere l’arte, la cultura e la lingua italiana in Irlanda; far conoscere aspetti nascosti dell’Irlanda agli Italiani e a i non Irlandesi; incoraggiare l’integrazione della comunità Italiana residente in Irlanda.
La trasmissione, che nel corso delle stagioni ha più volte cambiato struttura, è composta da una serie di rubriche curate dai conduttori e notizie locali e internazionali. Ampio spazio occupa la musica italiana ed irlandese.
Nel 2015, il fondatore e produttore del programma Maurizio Pittau è stato premiato come Language Ambassador of the Year 2015 dalla Commissione Europea per il contributo dato alla integrazione tra popoli fornito da Radio Dublino.

### Il cast
Inizialmente condotto soltanto da Maurizio Pittau, nel 2014 al suo fianco ha debuttato Lorena Lampedecchia. In seguito, sempre più spazio è stato concesso ad altri collaboratori fino a formare una redazione di conduttori composta dalla stagione 2017/2018 di 16 co-presentatori.
La regia e cura della trasmissione è gestita dalla stagione 2018/2019 da Maurizio Pittau, Lorena Lampedecchia, Valentina Settomini, Piero Cafarelli, Giuseppe Crupi, Grazia Sesto, Mariarita Arenella.

### Collocazione oraria
Il programma va in onda in diretta fin dall'esordio ogni Mercoledì e in livestreaming su https://radiodublino.com/livestream/

### Italian Fusion Festival
Radio Dublino organizza dal 2017 l'Italian Fusion Festival, il più importante festival italiano in Europa per numero di partecipanti e numero di artisti. Durante il festival si esibiscono i gruppi musicali che sono stati ospiti a Radio Dublino. Nel festival è presente anche un festival di corti per filmmaker italiani, una esibizione di Vespa d'epoca, stands di cibo italiano,  lettura di poesie e workshops di danza e musica italiana.

## Premi e riconoscimenti
- 2015 - Language Ambassador of the Year